# Phyllonorycter iteina
Phyllonorycter pruinosella là một loài bướm đêm thuộc họ Gracillariidae. Nó được tìm thấy ở Bengal và Bombay.
Ấu trùng ăn Salix species, bao gồm Salix tetrasperma. Chúng có thể ăn lá nơi chúng làm tổ.